# Antje Kruska
Antje Kruska (* 13. Juli 1973 in Dortmund) ist eine deutsche Regisseurin und Drehbuchautorin. Sie arbeitet regelmäßig mit Judith Keil zusammen.

## Leben
Kruska studierte ab 1993 in Münster und Berlin Publizistik, spanische Philologie und Theaterwissenschaften.
1999 entstand gemeinsam mit Judith Keil ihr erster Dokumentarfilm Ausfahrt Ost... ins Leben von Nico, Lenne und Tomcat. Der Film erhielt eine Nominierung für den Grimme-Preis.  2002 folgte der Dokumentarfilm Der Glanz von Berlin, der den beruflichen und privaten Alltag von Berliner Putzfrauen zeigte. Er wurde bei den Internationalen Filmfestspielen von Berlin 2002 in der Sektion „Perspektive Deutsches Kino“ gezeigt und erhielt 2003 den Grimme-Preis.
Im Jahr 2009 drehten Kruska und Keil mit Wenn die Welt uns gehört ihren ersten Spielfilm. Seine Premiere feierte der Film bei den Internationalen Hofer Filmtagen.
Für die Dokureihe 20 × Brandenburg steuerten Kruska und Keil 2010 ein Segment über kamerunische Asylbewerber in der ostdeutschen Provinz bei. Der Beitrag bildete die Grundlage für den abendfüllenden Dokumentarfilm Land in Sicht, der 2013 mit dem Goethe-Dokumentarfilmpreis ausgezeichnet wurde und im Januar 2014 in den deutschen Kinos anlief.

## Filmografie (Auswahl)
- 1999: Ausfahrt Ost... ins Leben von Nico, Lenne und Tomcat (Fernsehdokumentation)
- 1999: Exit East (Dokumentarfilm)
- 2002: Der Glanz von Berlin (Dokumentarfilm)
- 2005: Dancing with Myself (Dokumentarfilm)
- 2009: Wenn die Welt uns gehört
- 2010: 20 × Brandenburg (Dokumentarfilm, Segment „Gestrandet“)
- 2013: Land in Sicht (Dokumentarfilm)
- 2025: Wie die Liebe geht (Dokumentarfilm)

## Auszeichnung
- Duisburger Filmwoche – Publikumspreis der Rheinischen Post für Inschallah[3]